# Phare d'Holburn
Le phare d'Holburn (en gaélique écossais : Srathaidh) est un phare qui se trouve proche du port de Scrabster (Caithness) sur la rive ouest de la baie de Thurso, dans le comté des Highland au nord de l'Écosse.
Ce phare était géré par le Northern Lighthouse Board (NLB) à Édimbourg,l'organisation de l'aide maritime des côtes de l'Écosse.

## Histoire
Conçu et construit par les ingénieurs civils écossais David et Thomas Stevenson, il a été achevé en 1862. C'est une tour octogonale de 17 m de haut. Elle fait partie intégrante des logements des gardiens, structure inhabituelle puisque la plupart des phares écossais sont séparés des habitations.
Il a été bombardé par des avions allemands pendant la Seconde Guerre mondiale, mais est resté intact. L'électrification a eu lieu en 1976, et son automatisation en 1988. Le phare a été désactivé en août 2003 après que les nouveaux aménagements du port de Scrabster.
Le site est accessible en voiture, et n'est pas proprement situé sur le promontoire d'Holburn Head. Il se trouve à environ 1 km plus au sud, sur le côté nord de Scrabster. Il est considéré comme Site d'intérêt scientifique particulier.
Identifiant : ARLHS : SCO-097 - Amirauté : A3578.

### Lien connexe
- Liste des phares en Écosse